# Halloy-lès-Pernois
Halloy-lès-Pernois è un comune francese di 370 abitanti situato nel dipartimento della Somme nella regione dell'Alta Francia.
Nel territorio del comune scorre la Nièvre, affluente della Somme.

## Società

### Evoluzione demografica
Abitanti censiti